# A Gal in Calico
A Gal in Calico ist ein Popsong, der von Arthur Schwartz (Musik) und Leo Robin (Text) geschrieben und 1946 veröffentlicht wurde.

## Verwendung des Songs und erste Aufnahmen
Schwartz und Robin schrieben den Western-betonten Song für das Filmmusical Der Himmel voller Geigen (The Time, the Place and the Girl, Regie: David Butler), in dem er von Dennis Morgan, Jack Carson und Martha Vickers gesungen wird. Nach dessen Veröffentlichung hatten Johnny Mercer mit Paul Weston und The Pied Pipers den größten Erfolg mit dem Song; sie kamen auf #1 in Your Hit Parade. Auch das Miller Orchestra unter Leitung von Tex Beneke, Bing Crosby (mit The Calico Kids und John Scott Trotter), Benny Goodman waren mit Coverversionen erfolgreich in den US-Charts.
Der rhythmisch orientierte Gesang in A Gal in Calico beginnt mit der Strophe:
Met a gal in Calico / Down in Santa Fe / Used to be her Sunday beau / 'Til I rode away / Do I want her / Do I.
Der Song wurde in der Kategorie Bester Song für einen Oscar nominiert, den schließlich 1948 Allie Wrubel und Ray Gilbert für den Song Zip-A-Dee-Doo-Dah erhielten.

## Coverversionen
Bereits im Juni 1946 wurde der Song von Louis Prima gecovert; es folgten noch im selben Jahr Versionen von Charlie Spivak, Hal McIntyre, Simon Brehm und Skinnay Ennis. 1951 nahm ihn Kurt Widmann und sein Orchester in Berlin auf. Ahmad Jamal nahm ihn in sein Repertoire auf; eingespielt wurde er in den 1950er-Jahren auch von Fred Astaire, Eddie Lockjaw Davis, Jack Diéval, Jonah Jones, Richie Kamuca, Stan Levey, Dave Pell, Oscar Pettiford und Oscar Peterson. Beeinflusst von Jamals Version nahm Miles Davis A Gal in Calico auf seinem frühen Album The Musings of Miles auf. Später interpretierten A Gal in Calico auch Herb Geller, Pete Jolly, Jessica Williams, Manhattan Transfer und Aaron Binder & Hod O’Brien. Tom Lord listet 84 Coverversionen des Titels (Stand 2018).